# Округ Сент Луси (Флорида)
Сент Луси (енгл. St. Lucie County) је округ у америчкој савезној држави Флорида. По попису из 2010. године број становника је 277.789.

## Демографија
Према попису становништва из 2010. у округу је живело 277.789 становника, што је 85.094 (44,2%) становника више него 2000. године.
| Група             | 2000.           | 2010.           |
| Белци             | 142.768 (74,1%) | 170.032 (61,2%) |
| Афроамериканци    | 29.714 (15,4%)  | 53.036 (19,1%)  |
| Азијати           | 1.829 (0,9%)    | 4.334 (1,6%)    |
| Хиспаноамериканци | 15.733 (8,2%)   | 45.995 (16,6%)  |
| Укупно            | 192.695         | 277.789         |